# Skelettreife
Die Skelettreife (auch Skelettaltersbestimmung genannt) ist ein Maß für die Entwicklung des Heranwachsenden. Normalerweise passt die Skelettreife zu dem chronologischen Skelettalter also auch dem Alter des Untersuchten, im Falle von deutlichen Abweichungen spricht man von Entwicklungsstörungen wie Pubertas praecox, Pubertas tarda, Hochwuchs und Kleinwuchs.
Es gibt mehrere Methoden zur Reifebestimmung am heranwachsenden Skelett. Gemeinsam ist der Bezug auf einen Standard, der aus einer körperlich uneingeschränkten, nordamerikanischen oder britischen (weißen) Bevölkerungsgruppe ermittelt wurde.
Neben der Erhebung des Zahnstatus erfolgt die Bestimmung der Skelettreife anhand eines Röntgenbildes.
Bestimmung anhand einer Handaufnahme ist die verbreitetste Methode, Bestimmung anhand des Kniegelenkes ist jedoch auch beschrieben.

## Prinzip
Die Entwicklung des Handskeletts erfolgt (eine normale Entwicklung vorausgesetzt) in der Regel einem bestimmten Muster, wobei sich die Reifung beim Mädchen etwas schneller vollzieht als beim Jungen.
Bei Neugeborenen sind auf der Hand-Röntgenaufnahme in der Handwurzel beim Mädchen noch keine, beim Jungen lediglich Os capitatum und Os hamatum verknöchert (und somit sichtbar), die übrigen Handwurzelknochen sind noch nicht ossifiziert und nur knorpelig angelegt und daher auf der Röntgenaufnahme nicht zu erkennen. Im Bereich der Phalangen sind noch keine Epiphysenkerne sichtbar.
Mit fortschreitendem Alter und Reifung verknöchern die oben genannten Strukturen zunehmend, in der Handwurzel in der Regel in folgender Reihenfolge: Os capitatum und Os hamatum – Os triquetrum – Os lunatum – Os trapezium – Os scaphoideum und Os trapezoideum. Im Alter von 14 (Mädchen) beziehungsweise 16 (Jungen) Jahren sind dann bis auf die Epiphysenfugen des distalen Radius und der Ulna alle Wachstumsfugen der Hand geschlossen, das Wachstum also größtenteils abgeschlossen.

Röntgenaufnahmen der Handknochen von Kindern unterschiedlichen Alters
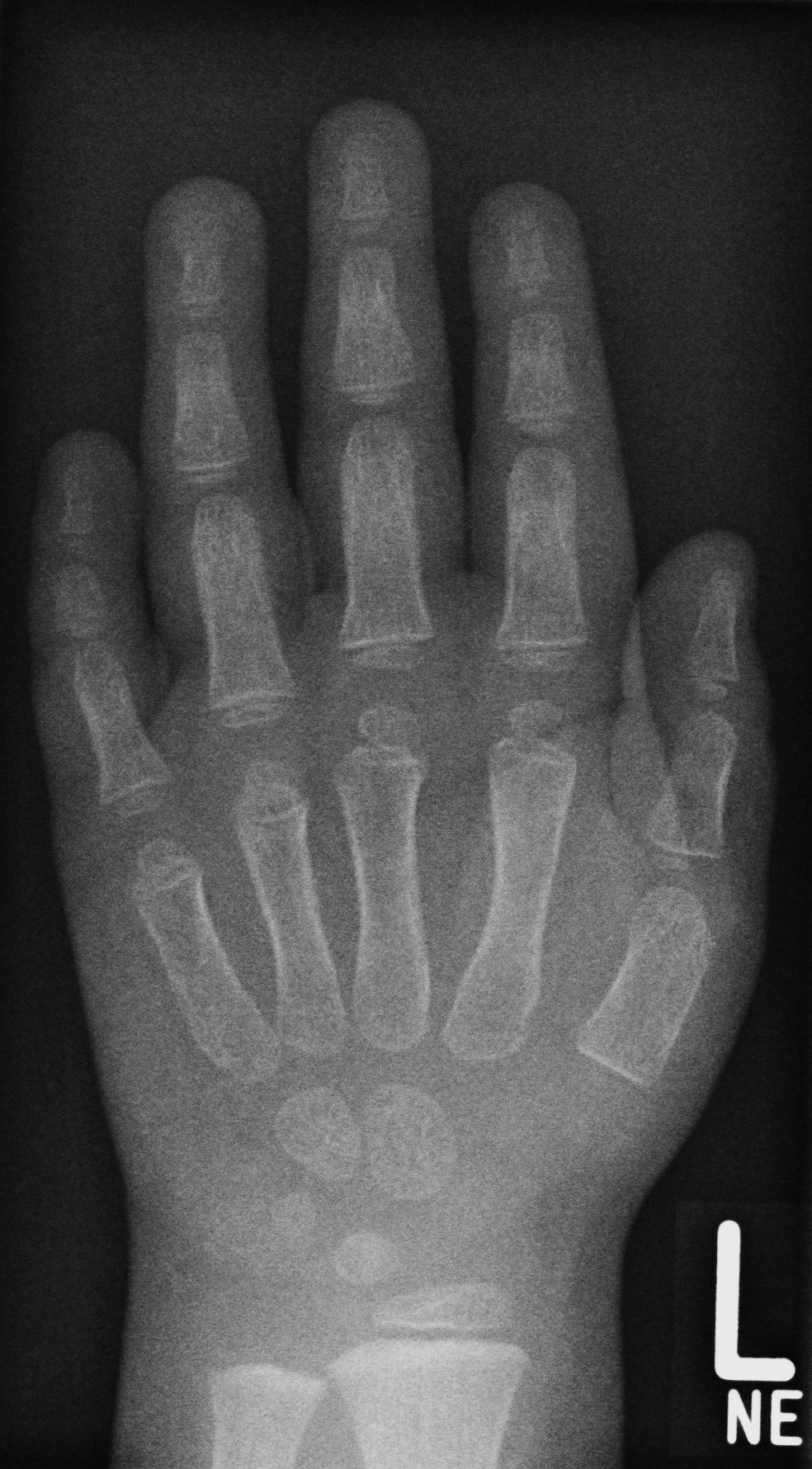
Junge, 3,5 Jahre. Beachte auch die Brachymesophalangie am Kleinfinger
Junge, 5 Jahre
Mädchen, 14 Jahre
Junge, 14 Jahre

## Methoden

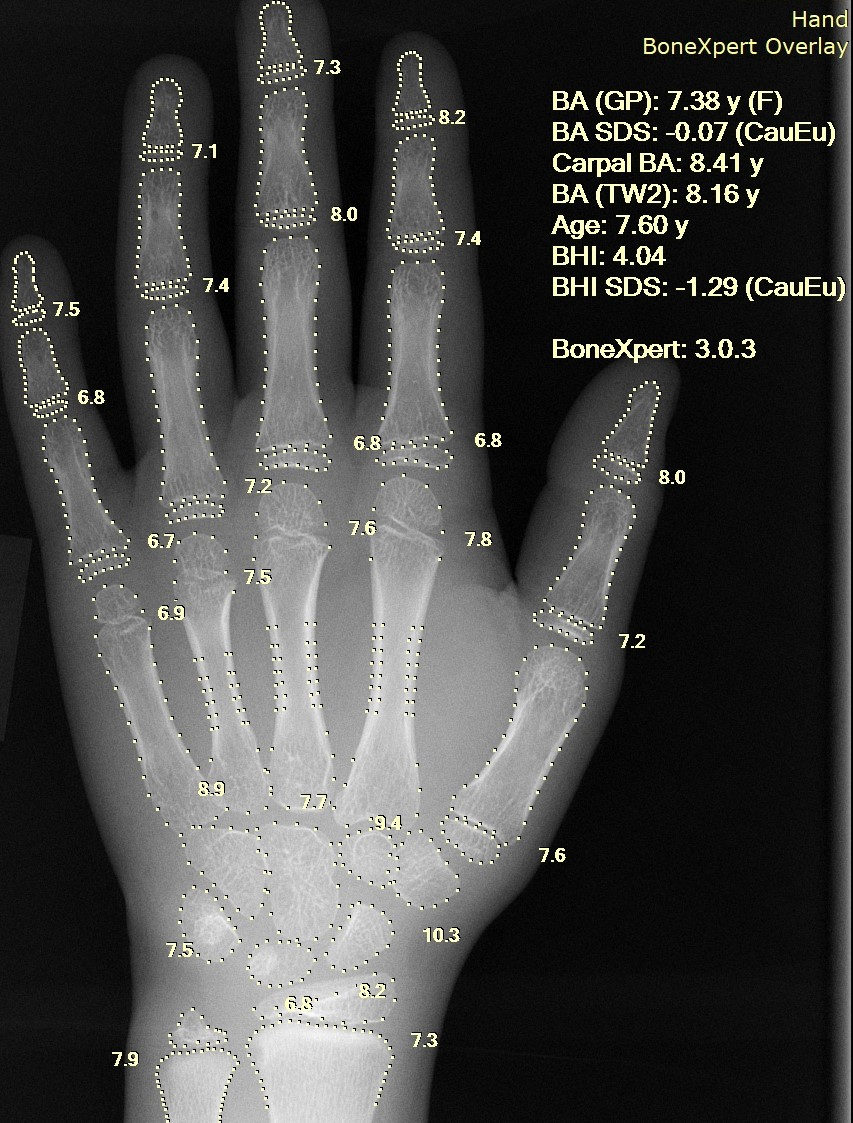
Röntgenaufnahme der Hand eines 7-jährigen Mädchen. Die automatisierte Knochenalterbestimmung (BoneXpert) ergab einen Wert von 7,38 Jahren nach dem Greulich/Pyle-Algorithmus.

Die zwei gängigsten Methoden der Skelettalterbestimmung sind die Methoden nach Greulich und Pyle und die Methode nach Tanner und Whitehouse. Bei der Atlasmethode nach Greulich und Pyle wird das Röntgenbild der linken Hand mit Referenzbildern aus einem Atlas verglichen, das Skelettalter ergibt sich dann aus dem Bild, das der aktuellen Aufnahme am nächsten kommt. Wird die rechte Hand verwendet, ergibt sich kein signifikanter Unterschied im ermittelten Skelettalter.
Aus vergleichenden Untersuchungen ist bekannt, dass die Skelettalterbestimmungen nach den beiden Methoden etwas differieren. Die Methode nach Tanner und Whitehouse gilt als präziser für deutsche Kinder, hier wird mit Hilfe vieler Referenzbilder einzelner Abschnitte der linken Hand ein Reifescore erstellt, aus dem sich dann anhand einer Tabelle das Knochenalter bestimmen lässt. Die Skelettalterbestimmung nach Tanner und Whitehouse ist somit aufwändiger.
Beide Methoden können automatisiert bestimmt werden.
Aufgrund der den Buchatlanten zugrunde gelegten Population gelten die Bestimmungen im Rahmen der statistischen Zuverlässigkeit auch nur für diese Bevölkerungen. Für andere Populationen müssen die Standards angepasst werden.
Eine israelische Firma bietet ein Ultraschallsystem an, welches die vom Grad der Verknöcherung abhängige Schallleitungsgeschwindigkeit im Handgelenk misst.

## Indikationen
Aus medizinischer Sicht ist die Korrelation der Skelettreife mit dem chronologischen Alter angezeigt bei Störungen der Entwicklung (beschleunigt oder verzögert) und des Wachstums sowie bei bestimmten anderen endokrinologischen Krankheitsbildern.
Neben der medizinischen existiert auch noch die forensische Indikation. Werden jugendliche Straftäter gefasst, die sich nicht ausweisen können (oder wollen), muss entschieden werden, ob diese festgesetzt werden können oder nicht. Kann das Alter nicht anderweitig ermittelt werden, kann ein Gutachten zum Skelettalter herangezogen werden. Aufgrund der Standardabweichungen (nach oben und unten in der Regel mindestens ein Jahr) geht man in diesen Gutachten vom mindestens vorliegenden Skelettalter aus (Prinzip in dubio pro reo), so dass dies dem Beschuldigten meist zum Vorteil gereicht.

## Kritische Wertung der forensischen Skelettalterbestimmung und ihrer Anwendung
Ein Rückschluss vom Skelettalter auf das chronologische Alter ist nur sehr begrenzt möglich aus folgenden Gründen:
- Das bestimmte Skelettalter ist ein statistischer Mittelwert (50. Perzentil). Dabei ist zu berücksichtigen, dass eine große physiologische Schwankungsbreite vorliegt. (Innerhalb der einfachen Standardabweichung liegen – eine Normalverteilung vorausgesetzt – 68 % aller Patienten, innerhalb der doppelten Standardabweichung 95 %.)
- Die Werte von Greulich und Pyle wurden in den 30er Jahren an Kindern der Ober- und Unterklasse in Cleveland (USA) ermittelt. Die Werte nach Tanner und Whitehouse in den 50er Jahren in England, an Kindern der Mittel- und Unterklasse.
- In Zweifelsfällen wird bei der Einschätzung der Hilfsbedürftigkeit von Flüchtlingen nach einer Inaugenscheinnahme des Gebisses und äußerer Geschlechtsorgane auf die medizinisch-röntgenologische Handwurzelknochenuntersuchung zur Altersbestimmung zurückgegriffen, was häufig zu höheren Alterseinschätzungen führt, als vom Flüchtling angegeben und so dem oben genannten Grundsatz „Im Zweifel für den Angeklagten“ widersprechen soll. Pro Asyl wiederum schreibt: „Ist das Alter eines möglicherweise Minderjährigen nicht sicher feststellbar, so erfordert das Prinzip des Minderjährigenschutzes, daß vom spätesten möglichen Geburtstermin ausgegangen wird“[6]
- Die Aussagekraft der Untersuchung soll laut einem von Pro Asyl und dem Verein Demokratischer Ärzte und Ärztinnen in Auftrag gegebenen Gutachten bei „außereuropäischen Jugendlichen völlig ungeeignet“ sein und „einen unzulässigen Eingriff in die körperliche Unversehrtheit aus Art. 2 II 1 GG.“ (Göbel-Zimmermann, R. 1999: 143) darstellen. Dieser unzulässiger Eingriff ist jedoch mit der Änderung des AuslG in das AufenthG mitsamt Schaffung §§ 49 III, VI hinfällig, vielmehr ist eine Röntgenuntersuchung zur Altersfeststellung in VI S. 1 und 2 ausdrücklich erlaubt (Weichert, in: Huber, AufenthG, §49 Rn 25, 2010)[7]
- So ist die Frage zu stellen: Gelten die Standards auch für den untersuchten Patienten? Hier spielen z. B. neben der ethnischen Zugehörigkeit auch der sozioökonomische Status eine Rolle. Es gibt vergleichende Untersuchungen aus Japan, Europa und aus den USA (an Weißen und an Farbigen), die zeigen, dass in Abhängigkeit von der ethnischen Zugehörigkeit das Skelettalter um gut 1 Jahr schwanken kann. Während der ethnischen Zugehörigkeit heute jedoch eine untergeordnete Rolle beigemessen wird, ist bekannt, dass ein geringer sozioökonomischer Status zu einer Entwicklungsverzögerung und damit zu einer Unterschätzung des Lebensalters führt. Hieraus resultiert jedoch in der Regel kein Nachteil für den Betroffenen.
- Die Werte gelten nur für gesunde Kinder. Ob es sich um ein gesundes Kind handelt oder ob irgendwelche Faktoren vorliegen, die zur Beschleunigung oder Verlangsamung der Skelettreifung geführt haben könnten, ist bei der Untersuchung aus forensischen Gründen in der Regel jedoch nicht bekannt und dies lässt sich dem Röntgenbild auch nicht entnehmen. Bei bestimmten Erkrankungen wäre der Rückschluss vom Skelettalter auf das Lebensalter völlig unmöglich. Schon bei länger andauernden Krankheiten oder Unterernährung kann die Skelettentwicklung deutlich zurückbleiben.
- In der Kinderorthopädie verwendet man die Röntgenaufnahme der Hand als aussagekräftiges diagnostisches Hilfsmittel zur Ermittlung der Gesamtkörpergröße, den Abschluss des Längenwachstums und zur Feststellung von Abweichungen zwischen skelettalem und chronologischem Alter. An der Wirbelsäule ist auch das sogenannte Risser-Zeichen gebräuchlich

Wichtiger jedoch ist die Festlegung des Zeitraums des zu erwartenden größten Wachstumsschubs, um so unnötige und belastende Therapiemaßnahmen auf den unbedingt erforderlichen Zeitraum zu beschränken.

## Verzögerte Skelettreifung
Mögliche Ursachen einer verzögerten Skelettreifung:
- Kleidokraniale Dysplasie
- Hypothyreose
- Kampomele Dysplasie
- Spondylometaphysäre Dysplasie
- Zerebralparese